# Ludgo församling
Ludgo församling var en församling i Strängnäs stift och i Nyköpings kommun i Södermanlands län. Församlingen uppgick 1992 i Ludgo-Spelviks församling.

## Administrativ historik
Församlingen har medeltida ursprung.
Församlingen var till 1596 moderförsamling i pastoratet Ludgo och Bogsta för att därefter till 1961 vara moderförsamling i pastoratet Ludgo och Spelvik. Från 1962 till 1992 var den annexförsamling i pastoratet Runtuna, Ripsa, Lid, Ludgo, Spelvik och Råby-Rönö. Församlingen uppgick 1992 i Ludgo-Spelviks församling.

## Kyrkor
- Ludgo kyrka